# Mount Buckley
Mount Buckley ist ein eisfreier Gipfel mit einer Höhe von 2645 m (nach neuseeländischen Angaben 2555 m) und die höchste Erhebung der Buckley-Insel inmitten des antarktischen Beardmore-Gletschers. 
Entdeckt wurde er durch Teilnehmer der Nimrod-Expedition (1907–1909) unter Ernest Shackleton. Benannt ist er wie die Buckley-Insel nach dem neuseeländischen Schafzüchter George Alexander McLean Buckley (1866–1937), einem der Sponsoren der Expedition.